# The Man in the High Castle (Fernsehserie)/Staffel 3
Die dritte Staffel der US-amerikanischen Fernsehserie The Man in the High Castle besteht aus zehn Episoden und wurde bislang ausschließlich per Subscription-Video-on-Demand veröffentlicht. Bei Amazons VoD-Dienst Prime Video steht die Staffel seit dem 5. Oktober 2018 sowohl in Originalfassung als auch in der deutschsprachigen Synchronfassung zum Abruf bereit.

## Episoden
| Nr. (ges.) | Nr. (St.) | Deutscher Titel         | Originaltitel                         | Regie               | Drehbuch                       | Länge  |
| --- | --------- | ----------------------- | ------------------------------------- | ------------------- | ------------------------------ | ------ |
| 21 | 1         | Schmerzhafte Verluste   | Now More Than Ever, We Care About You | Daniel Percival     | Wesley Strick                  | 70 min |
| Die Handlung setzt im Herbst 1962 ein. In einem Gefängnis in Berlin wird Joe Blake gefoltert, bis er sich dazu bekennt, unter Martin Heusmanns Einfluss die Ermordung des Führers versucht zu haben, und er Heusmann erschießt; anschließend rehabilitiert Heinrich Himmler ihn. Unterdessen lassen die Japaner im Monument Valley in den japanischen Pazifikstaaten zu Testzwecken eine Kernwaffe explodieren; Handelsminister Tagomi warnt seine Kollegen vor einem wohl ruinösen Wettrüsten mit den Nazis. In Colorado in der Neutralen Zone lebt Juliana Crain mit ihrer Halbschwester Trudy, die aus der anderen Welt gekommen ist, bei Hawthorne Abendsen. Nachdem sie sich selbst als 7-jähriges Mädchen auf einem von Hawthornes Filmen entdeckt hat, reagiert er verwundert und sagt, dass es ihm zu gefährlich werde. Juliana und Trudy verhindern, dass drei fremde Männer das Ehepaar Abendsen ermorden, danach trennen sich fluchtartig ihre Wege. Bei der Abreise der Abendsens teilt Hawthorne Juliana mit, dass er die nicht verbrannten Filme an Tagomi übergeben hat, dass sie auf fast jedem zu sehen ist und dass sie ihn dazu bringen solle, sie ihr zu zeigen. Ehe Juliana dazu mit Trudy nach San Francisco abreist, erhält sie von dem Schwarzhändler Wyatt Price auf ihre Anfrage hin eine Adresse in Santa Fe. In New York City kehrt Smith als neu ernannter Oberstgruppenführer zu seiner Familie zurück und besucht mit ihr und dem nordamerikanischen Reichsmarschall George Lincoln Rockwell eine Gedenkveranstaltung zu Ehren seines Sohnes. Zudem entsendet er Joe Blake zur Spionage nach San Francisco, wo Blake als Erstes seine Tarnung als stellvertretender Handelsattaché aufbauen soll. Er ermordet Smiths Adjutanten Raeder, nachdem der ihm seine neuen Ausweispapiere übergeben hat. Unterdessen beauftragt Kempeitai-Chef Kido einen neu eingestellten Sergeant, den Rebellenführer Hagan aufzuspüren. |           |                         |                                       |                     |                                |        |
| 22 | 2         | Notwehr                 | Imagine Manchuria                     | Alex Zakrzewski     | Eric Overmyer                  | 53 min |
| Juliana trifft mit Trudy in San Francisco Tagomi und erkennt, dass er wie auch Trudy ein Reisender zwischen den Welten ist. Die japanischen Pazifikstaaten leiden unter einem insgeheim durch die Deutschen verursachten Treibstoffembargo. Auch zur Stabilisierung des japanischen Reichs weist Admiral Inokuchi Kido an, die Zügel gegenüber der einheimischen Bevölkerung zu lockern, Bestrafungen zu vermeiden und die Einheimischen stärker von der japanischen Kultur zu überzeugen. Nachdem Himmler davon erfahren hat, dass die drei Nazi-Schergen in Colorado von den Zielpersonen getötet wurden, setzt er Rockwell damit unter Druck, die Verantwortlichen zu finden. Juliana und Trudy geraten zufällig in die Fänge von Kido. Tagomi spricht darüber mit Inokuchi, so dass die beiden Frauen auf dessen Befehl in Tagomis Obhut übergeben werden. Kido fällt es schwer zu glauben, dass es sich bei Trudy nicht um die gleiche Person handelt, die er einst selbst exekutiert hatte. Unterdessen lässt Kido verstärkt nach Hagan suchen, der die Kempeitai aber mit einer Bombe in eine Falle laufen lässt. Helen Smith trauert um ihren Sohn und begibt sich dazu in eine Psychotherapie. Rockwell glaubt, dass Himmler ihn als Reichsmarschall durch John Smith ersetzen möchte. Hoover informiert Rockwell über seine Vermutung, dass John Smith die Erbkrankheit seines Sohns durch die Ermordung des Arztes vertuscht haben könnte. Wegen eines Zeitungsartikels über die Erbkrankheit wird das Ehepaar Smith in Furcht versetzt, denn die Krankheit könnte auch die beiden Töchter betreffen. Helen verdächtigt die Witwe des Arztes der Intrige gegen ihre Familie und erschlägt sie bei einem Handgemenge in Notwehr. Blake tritt in San Francisco unter dem Decknamen Joe Cinnadella seinen Dienst als stellvertretender Handelsattaché an. Sein erster geheimer Auftrag lautet, nach dem Überläufer Diels zu suchen. |           |                         |                                       |                     |                                |        |
| 23 | 3         | Sensô Kôi               | Sensô Kôi                             | Ernest R. Dickerson | Chris Collins                  | 58 min |
| Als Geheimagent in Himmlers Diensten tötet Joe Blake in San Francisco den an der Heusmann-Verschwörung beteiligten Überläufer Diels. Kido untersucht den Mord. Unterdessen sieht sich Juliana mit Tagomi die alten Filme an. Auf einem davon wird sie in einem Bergwerksstollen durch Joe Blake erschossen. Trotz der Gefahr, durch Kido entdeckt zu werden, begleitet sie Tagomi auf einen abendlichen Empfang hochrangiger Nazis durch die japanische Führung, wo sie Joe wiedertrifft. Etwas später fasst sie den Entschluss, das im Film zu sehende Bergwerk selbst zu untersuchen, um mehr zu erfahren. Währenddessen vertuscht John Smith den Totschlag der Arztgattin durch seine Frau Helen. Die Schuld dafür schiebt er einem Berufsverbrecher zu. John und Helen Smith besuchen widerwillig eine Nazi-Festveranstaltung, auf der Nicoles neuester Film vorgeführt wird. Dieser verherrlicht den toten Thomas Smith als Nazi-Vorbild und baut John Smith als künftigen Reichsmarschall auf. Kurz nach der Vorführung meldet Hoover an Himmler seine Überzeugung, dass John Smith den Arzt Dr. Adler ermordet hat, um die Erbkrankheit seines Sohnes zu vertuschen. John Smith besucht das Ahnenerbe-Institut, in dem Nazi-Forscher arbeiten. Es ist Johns von Himmler angewiesene Aufgabe, unter den alten Filmen des Führers Fälschungen und echte Filme zu unterscheiden. Etwas später entdeckt John auf einem der Filme auch seinen Sohn. Dr. Mengele zeigt Smith in dem Institut als Beweis für die Existenz des Multiversums eine Reisende namens Fatima Hassan aus der anderen Welt. Sampson lernt in einer Bar Childan kennen, wird dabei aber von einem Judenjäger belauscht und kurz danach mit einer Waffe dazu gezwungen, zu einem Judenversteck zu fahren. Beim Versuch des Grenzübertritts wird Hagan von den Japanern verhaftet und später von der Kempeitai gefoltert, wobei er gegenüber Kido den Namen von Frank Frink preisgibt. |           |                         |                                       |                     |                                |        |
| 24 | 4         | Sabra                   | Sabra                                 | John Fawcett        | Eric Simonson                  | 54 min |
| Sampson bringt den Judenjäger in die Siedlung Sabra, in der sich auch Juden verstecken. Als der Judenjäger einen Geistlichen als Juden entlarvt, wird er von Lila Jacobs erschossen, einer Bekannten des halbseitig entstellten Frank Frink. Dieser hat das Attentat überlebt und entwirft in Sabra Plakate zur Unterstützung des Widerstands. Joe Blake erschießt den Wissenschaftler Howard Wexler, einen Überläufer aus dem deutschen Reich, und bemächtigt sich dabei eines Koffers mit Informationen über eine Nebenwelt. Deshalb lobt Himmler ihn in einem Telefonat dafür, die Pläne der Japaner zum Kopieren des Nazi-eigenen Nebenweltprojekts im Keim erstickt zu haben. Himmler drängt ihn außerdem, bald gegen Tagomi vorzugehen, weil dieser für die Fahnenflucht Wexlers mitverantwortlich sei. John und Helen sind in Trauer über ihren Sohn, John erlaubt ihr nach einigem Zögern, deshalb wieder Dr. Ryan zu konsultieren. Ehe McCarthy mit Childan nach San Francisco aufbricht, verabschiedet er sich von seinem Liebespartner Jack. Unterwegs werden die beiden von Räubern überfallen und ihrer Besitztümer beraubt. Dörmer dreht im Rahmen des sog. „Projekts 0“ einen Film über die Entstehung des neuen Amerikas und freundet sich weiter mit der daran interessierten Journalistin Thelma Harris an, wobei sie sich auch innig küssen. In San Francisco schlägt die japanische Polizei gewaltsam einen Protest von Bürgern nieder, die gegen den Ölmangel protestieren. Kido findet dabei auch Flugblätter mit Zeichnungen, die von Frank Frink stammen, und fahndet nach Frink. Juliana begegnet wieder Joe und hat mit ihm Sex. Sie bittet um seine Hilfe bei der Reise nach Lackawanna in den Pocono Mountains in Pennsylvania im Deutschen Reich, wo sie den Stollen untersuchen will. Joe beschafft sich über einen Mittelsmann Informationen über Tagomi und nähert sich Tagomi schweigend, im Dunkeln und von hinten mit vorgehaltener Waffe. |           |                         |                                       |                     |                                |        |
| 25 | 5         | Der neue Colossus       | The New Colossus                      | Daniel Percival     | Wesley Strick                  | 54 min |
| Wegen einer näher kommenden japanischen Patrouille kann Joe Tagomi nicht erschießen. Childan folgt McCarthy bei dessen Rückkehr nach Denver, der eine wertvolle Antiquität vor Childan und den Räubern versteckt hatte. Die Sabra-Bewohner stimmen dafür, dass Frank trotz der Gefahr, die seine Entdeckung für sie bedeutet, bei ihnen bleiben darf. Ehe Helen Smith ihre Therapie bei Dr. Ryan fortsetzt, droht ihm John Smith mit beruflich-persönlichen Nachteilen, sollte er nicht auf äußerste Diskretion bzgl. Informationen achten, die John belasten könnten. Hoover hat indes herausgefunden, dass John Smith seinen Sohn Thomas nach Südamerika entführen lassen wollte, und steht kurz davor, Helen Smith den Mord an der Gattin von Thomas’ Arzt nachzuweisen. Als sich Hoover sicher ist, dass John Smith die Morde vertuscht und die Erbkrankheit seines Sohnes geheim halten wollte, versucht er ihn mit diesen Erkenntnissen so zu erpressen, dass John entweder vorzeitig in den Ruhestand geht oder Hoover die kompromittierenden Informationen enthüllt. Angesichts dessen wird Hoover durch John seinerseits erpresst und mit der Enthüllung von Informationen bedroht, die Hoover bloßstellen würden. John Smith erreicht damit, dass Hoover die Beweise für die ihn belastenden Behauptungen verschwinden lässt, und wendet damit eine Anklage wegen Hochverrat ab. Himmler entlässt wegen der unbewiesenen Anschuldigungen nun Rockwell und ernennt John zum neuen Reichsmarschall, der danach Rockwell in dessen kubanischem Exil erstechen lässt. Thelma wird beim Verlassen von Nicoles Hotel unerwartet von John Smith abgeholt. Nicole plant, die Freiheitsstatue durch eine Statue zu ersetzen, die als neuer „Kolossus“ auch Thomas Smith zeigt. Juliana erfährt von Joe, dass dieser zur Exekution seines Vaters gezwungen wurde, und entdeckt in Joes Koffer Geheiminformationen über Lackawanna und das Nebenweltprojekt, ehe sie ihm die Kehle durchschneidet. |           |                         |                                       |                     |                                |        |
| 26 | 6         | Das Ende der Geschichte | History Ends                          | Meera Menon         | Elizabeth Benjamin, Kalen Egan | 57 min |
| Kido leitet die Untersuchung des in einem Stundenhotel geschehenen Mordes an Joe. Durch die Aussage einer Prostituierten hat er rasch Juliana im Verdacht, wozu er auch Tagomi befragt. Dieser erhält von Juliana anonym die aus Joes Koffer stammenden Dokumente über das Nebenweltprojekt, die einst Wexler gehörten, und über Tagomi selbst. Tagomi gibt das Dossier über ihn selbst an Kido weiter, der deshalb die Gefahr eines Anschlags auf Tagomis Leben sieht. Nachdem Kido auch John Smith über den Mord informiert hat, schickt John mit Himmlers Wissen Hoover nach San Francisco, um den Mord aufzuklären, möglichst bevor das den Japanern gelingt. Ohne Johns Wissen sendet Himmler einen neuen, jungen Agenten dorthin, der Joes Arbeit fortsetzen soll. Indes reist Juliana mit Wyatts Hilfe nach Denver in die Neutrale Zone und von dort aus – zusammen mit Lem Washington – nach Cheyenne, wo sie Hawthorne Abendsen zu sprechen hofft, den Mann im hohen Schloss. Dr. Mengele weckt im Ahnenerbe-Institut die Reisende Fatima Hassan aus dem Koma auf. Als John Smith sie zu dem Film befragt, den sie bei sich hatte, verschwindet sie plötzlich spurlos. Helen Smith setzt ihre Therapie bei Dr. Ryan fort. Childan tritt mit dem Verkaufserlös der letzten verbliebenen Antiquität die Heimfahrt nach San Francisco an, während Ed McCarthy Besuch von Sampson erhält, der ihn darüber informiert, dass Frank Frink noch lebt, und sich anschließend von Sampson zu Frink führen lässt. Während Frank Frink in Sabra mit der Bar Mitzwa feierlich in die dortige Gemeinschaft aufgenommen wird und mit den Gottesdienstbesuchern die Zukunft feiert, wird John Smith in New York City öffentlich durch Himmler als Reichsmarschall von Nordamerika vereidigt, wobei Himmler den Beginn der Zukunft bzw. des Jahres 0 verkündet. |           |                         |                                       |                     |                                |        |
| 27 | 7         | Zu viel Animus          | Excess Animus                         | Steph Green         | Dre Ryan                       | 58 min |
| Kido ersticht mit mehreren Polizisten seinen persönlichen Mitarbeiter Nakamura, weil dieser Joe die Informationen über seine Zielpersonen besorgt hatte. Kido bedroht Russell Sato, der Nakamuras Mittelsmann war, um von Sato eine Tarnidentität für seine geplante Reise in die Neutrale Zone zu erhalten. Helen Smith hat einen erotischen Traum über eine Therapiesitzung bei Dr. Ryan. In einer realen Therapiestunde empfiehlt er ihr, das Liebesleben mit ihrem Mann wiederzubeleben, damit es ihr wieder besser geht. Dr. Mengele informiert John Smith darüber, dass im Ahnenerbe-Institut eine Maschine gebaut wird, die das Reisen zwischen den verschiedenen Welten ermöglichen soll. Um zu verhindern, dass die Nazis die Nebenwelt erreichen, will Juliana nach Lackawanna reisen. Wyatt will ihr einen gefälschten deutschen Pass beschaffen. Juliana und Wyatt reisen zunächst nach Sabra, wo sie den Film aus der Parallelwelt vorführen will, den sie zuerst beschafft hatte und in dem die Nazis den Zweiten Weltkrieg verloren haben. In Sabra begegnet sie zufällig Frank und Ed. Sampson versucht in der Stadt in der Nähe von Sabra zu erkunden, wie gefährlich die beiden Kopfgeldjäger sind, die sich nach dem Verbleib des getöteten Judenjägers erkundigt haben, und wird Zeuge, wie die beiden einen enttarnten Juden erschießen. Himmler teilt John Smith mit, dass er den Befehl zur Liquidierung Tagomis aufgehoben hat. Danach ist John so in Gedanken versunken, dass er seine Frau vernachlässigt. Childan kehrt nach San Francisco zurück, wo sein früheres Geschäft von Japanern übernommen wurde. Er bucht eine Prostituierte, die er bereits kennt, ohne sie vollständig bezahlen zu können, und wird deshalb von einem Yakuza verprügelt. Betrunken und verzweifelt bricht er in seinen früheren Laden ein und versucht, sein Eigentum zurückzubekommen. Er kommt in Polizeihaft, und Kido fragt ihn nach Ed und Jack aus. Tagomi bittet Kido darum, falls er Juliana findet, sie nicht an die Deutschen auszuliefern, und informiert ihn im Gegenzug über die Existenz der Nebenwelt. |           |                         |                                       |                     |                                |        |
| 28 | 8         | Den Nebel teilen        | Kasumi (Through The Mists)            | Jennifer Getzinger  | William N. Fordes              | 50 min |
| Unter Himmlers Augen wird anlässlich der bevorstehenden Feier für das Jahr 0 die Liberty Bell eingeschmolzen und aus dem flüssigen Metall ein riesiges Hakenkreuz gegossen. Juliana möchte die Sabra-Bewohner durch Vorführung der Filme, die die Nebenwelt zeigen, davon überzeugen, dass die Nazis besiegbar sind. Jedoch glaubt ihr das fast niemand. Sie bereitet eine Reise nach Lackawanna vor, wo sie in einem Bergwerk die Nazi-Maschine vermutet, mit der man in die Nebenwelt springen will. Wyatt kauft den falschen Pass Julianas von einem Mann, den er als Verräter verdächtigt und deshalb erschießt, und begleitet Juliana in das amerikanische Gebiet des Deutschen Reiches. Nazi-Geheimagent Hans versucht Tagomi zu töten, wird dabei aber von Tagomi mit einem Stock erschlagen. Die japanische Polizei lädt Hans’ Leiche vor der deutschen Botschaft ab. Darüber erzürnt, lehnt Himmler die Forderung der japanischen Pazifikstaaten nach Beendigung des Ölembargos ab, obwohl die Japaner mit einem Angriff drohen. Kido belohnt Childan für dessen Aussagen gegen Ed und Jack, indem er ihm seinen Laden zurückgibt, und erreicht mit Sato auf der Suche nach Frank die Neutrale Zone, wo er auch Jack befragt. In einer Therapiestunde bei Dr. Ryan kritisiert Helen die Erbgesundheitsgesetze und küsst ihn kurz, worüber Dr. Ryan umgehend ihren Mann unterrichtet, der ihr deshalb die Fortsetzung der Therapiestunden untersagt. Als Dörmer und Harris gerade in einem lesbischen Tanzklub miteinander tanzen, findet dort eine Razzia statt. Harris und die anderen Frauen werden verhaftet – mit Ausnahme von Dörmer, die sich als Mitarbeiterin des Propagandaministers Joseph Goebbels ausweist. Als Wyatt und Juliana die deutsche Grenze erreichen, wird Julianas Pass von den Nazi-Grenzposten als gefälscht erkannt. Wyatts Freund, der Nazi Danny Carter, möchte ihnen dennoch den Grenzübertritt ermöglichen. Es kommt zu einem Feuergefecht, bei dem er und die restlichen Grenzposten getötet werden, so dass Wyatt und Juliana ungehindert die Grenze überqueren können.             |           |                         |                                       |                     |                                |        |
| 29 | 9         | Baku                    | Baku                                  | Deborah Chow        | Chris Collins, Chris Wu        | 54 min |
| Tagomi wendet sich an John Smith, um mit ihm ein Treffen in der Neutralen Zone zu arrangieren. Smith wählt als Ort für das Treffen das alte Farmhaus High Castle in der Nähe von Boulder, in dem früher Hawthorne Abendsen, der Mann vom Hohen Schloss, mit seiner Frau gelebt hatte. Um das Deutsche Reich zur Beendigung des Ölembargos zu bewegen, erklärt Tagomi bei dem Treffen die Bereitschaft der Japaner, dem Deutschen Reich 15 Nazi-Überläufer zurückzuschicken, die sich in den Pazifikstaaten aufhalten. Zudem lässt Tagomi Smith wissen, dass die Japaner Kenntnis von der Nebenwelt und der Maschine haben. In dem Farmhaus entdeckt Smith ein Foto, auf dem das Ehepaar Abendsen zu sehen ist, welches er zumindest optisch aus einem der Filme kennt. Mit seiner Gefolgschaft macht er Caroline Abendsen ausfindig, von der er den Aufenthaltsort ihres Ehemanns zu erfahren verlangt. In New York vereitelt Helen während Johns Abwesenheit, dass ihrer Tochter Jennifer von einer Krankenschwester Blut abgenommen wird. Sie flüchtet mit ihren Kindern in ein Strandhaus. Unterdessen sind Wyatt und Juliana im amerikanischen Gebiet des Deutschen Reiches in der Gaststätte von Wyatts Bekanntem Vince Cippolini eingetroffen. Juliana kennt Chuck, einen von Vinces Angestellten, bereits aus einer Vision. Wyatt, Juliana und Chuck begeben sich in die Pocono Mountains und entdecken dort, dass der Zugang zu dem Stollen schwer bewacht und gesichert ist. Über einen offenbar in Vergessenheit geratenen Nachbarstollen wollen sie sich Zutritt verschaffen. Sampson erschießt die beiden Kopfgeldjäger, die in seiner Anwesenheit einen Juden ermordet hatten. Eds und Franks gegen die Besatzer gerichtete Wandmalereien erregen in Denver große Aufmerksamkeit. Childans telefonische Warnung an Ed, dass Frank in großer Gefahr schwebt, kommt jedoch zu spät. Kido und Sato hatten Eds Freund Frank observiert und können Frank festnehmen. Sie fahren mit ihm an einen abgelegenen Wüstenort, wo Kido Frank enthauptet.                                                                     |           |                         |                                       |                     |                                |        |
| 30 | 10        | Jahr Null               | Jahr Null                             | Daniel Percival     | Erik Overmeyer, Wesley Strick  | 58 min |
| Mit Caroline als Geisel, erzwingt Smith von Hawthorne Abendsen, sich verhaften zu lassen. Danach wohnt Smith mit Himmler Mengeles Vorführung der Maschine im Bergwerk Lackawanna bei. Dass einer der vier Testpersonen der Sprung in eine Nebenwelt gelingt, betrachtet Himmler als großen Erfolg und ordnet die Ausweitung der Tests an. Juliana, Wyatt und ihre Helfer beobachten den Test aus einem Wetterschacht, machen dabei aber unabsichtlich die Nazis auf sich aufmerksam. Während Wyatt fliehen kann, kommt Juliana in Haft. Himmler ordnet die Aufhebung des Ölembargos an, damit die Japaner die weiteren Maschinentests nicht stören. Smith ermittelt, dass Hawthorne Abendsen in den 1940ern unter dem Namen Abe Hawks im Bilddienst der US-Armee arbeitete. Helen teilt ihrem Mann mit, dass sie mit den Kindern geflohen ist, weil sie es bei ihm nicht mehr aushielt. Himmler ruft in New York City feierlich das Jahr 0 aus und lässt passend dazu die Freiheitsstatue zerstören. Anschließend lässt er Nicole Dörmer wegen ihrer Perversion nach Berlin in eine Umerziehungsanstalt bringen. Während es in den Straßen New Yorks zu gewalttätigen Unruhen von Nazis gegen Andersdenkende kommt, verübt der Widerständler Richie, von Wyatt begleitet, per Gewehr ein Mordattentat auf Himmler, der dabei schwer verletzt wird. Ed und Jack kehren zu Childan zurück und informieren ihn über Franks Tod. Gemeinsam hissen sie zu Franks Ehren am Coit Tower in San Francisco ein besatzungsfeindliches Banner. Hawthorne Abendsen erklärt Smith, dass Personen nur dann in Nebenwelten reisen können, wenn ihr dortiges Ich verstorben ist und damit einen Platz gelassen hat, den der Reisende auffüllen kann. Als Smith im Gefängnis Vibrationen bemerkt, kann er Juliana nicht mehr davon abhalten, per eigener Gedankenkraft in eine Nebenwelt zu wechseln. Wyatt sorgt dafür, dass die von Richie aufbewahrten, mehrere Kisten umfassenden Kopien der Filme weiterverteilt werden. |           |                         |                                       |                     |                                |        |

## Kritiken
Deutsch:
- Nina Jerzy: Hitler ist tot, auf ins Nazi-Multiversum!, in: n-tv vom 5. Oktober 2018
- Florian Schmid: Neulich beim Nazifrauenkaffeeklatsch, in: Neues Deutschland vom 3. Oktober 2018
- Anke Westphal: Neulich im Paralleluniversum, in: epd film Nr. 1/2019, S. 36, auch online

Englisch:
- Suzi Feay: The Man in the High Castle, Amazon Prime — a beautifully detailed alternate history, in: Financial Times vom 28. September 2018
- Tim Goodman: Critic's Notebook: 'The Man in the High Castle' Is So Good Now Because It's So Real Now, in: The Hollywood Reporter vom 31. Okt. 2018
- Rob Leane: The Man In The High Castle: Season 3 Review, in: Empire vom 10. Okt. 2018
- Liz Shannon Miller: ‘The Man in the High Castle’ Season 3 Review: A Clearer Focus Leads to a Bleaker Reality, in: IndieWire vom 6. Oktober 2018
- Samantha Nelson: Season 3 of The Man in the High Castle doubles down on science fiction — and stumbles, in: The Verge vom 27. September 2018